# Callilepis
Callilepis es un género de arañas araneomorfas de la familia Gnaphosidae. Se encuentra en la zona holártica y la India. 

## Lista de especies
Según The World Spider Catalog 12.0:
- Callilepis chakanensis Tikader, 1982
- Callilepis chisos Platnick, 1975
- Callilepis concolor Simon, 1914
- Callilepis cretica (Roewer, 1928)
- Callilepis eremella Chamberlin, 1928
- Callilepis gertschi Platnick, 1975
- Callilepis gosoga Chamberlin & Gertsch, 1940
- Callilepis imbecilla (Keyserling, 1887)
- Callilepis ketani Gajbe, 1984
- Callilepis lambai Tikader & Gajbe, 1977
- Callilepis mumai Platnick, 1975
- Callilepis nocturna (Linnaeus, 1758)
- Callilepis pawani Gajbe, 1984
- Callilepis pluto Banks, 1896
- Callilepis rajani Gajbe, 1984
- Callilepis rajasthanica Tikader & Gajbe, 1977
- Callilepis rukminiae Tikader & Gajbe, 1977
- Callilepis schuszteri (Herman, 1879)